# De witte ballon
De witte ballon  (Perzisch: بادکنک سفيد, Badkonake sefid) is een Iraanse dramafilm uit 1995 onder regie van Jafar Panahi.

## Verhaal
Aan de vooravond van het Perzisch nieuwjaar heeft de 7-jarige Razieh in een dierenwinkel in Teheran een goudvis gezien die groter is dan de goudvissen in de vijver bij haar thuis. Ze wil de vis hebben voor de viering van het nieuwjaarsfeest. Ze krijgt de toestemming van haar moeder om de goudvis te kopen. Onderweg komen haar broertje Ali en zij echter talrijke hindernissen tegen die de aankoop van de vis belemmeren. Dankzij de hulp van een jonge ballonverkoper kunnen ze de vis uiteindelijk kopen. De titel verwijst naar het eindbeeld waarin de jongen, die een witte ballon over heeft, alleen achterblijft nadat Razieh en Ali naar de winkel zijn gesneld.

## Rolverdeling
| Acteur                | Personage                    |
| --------------------- | ---------------------------- |
| Aida Mohammadkhani    | Razieh                       |
| Mohsen Kafili         | Ali                          |
| Fereshteh Sadr Orfani | Moeder                       |
| Anna Borkowska        | Oude vrouw                   |
| Mohammad Shahani      | Soldaat                      |
| Mohammed Bakhtiar     | Kleermaker                   |
| Aliasghar Smadi       | Ballonverkoper               |
| Hamidreza Tahery      | Reza                         |
| Asghar Barzegar       | Eigenaar van de dierenwinkel |
| Hasan Neamatolahi     | Slangenbezweerder            |
| Bosnali Bahary        | Slangenbezweerder            |
| Mohammadreza Baryar   | Klant bij de kleermaker      |
| Shaker Hayely         | Hulpje van de kleermaker     |
| Homayoon Rokani       | Straatzanger                 |
| Mohammad Farakani     | Winkeleigenaar               |